# Кристина Бохенек
Кристи́на Марі́я Бохе́нек (пол. Krystyna Maria Bochenek; 30 червня 1953, Катовиці — 10 квітня 2010, Смоленськ) — польський політик, віце-маршалок Сенату Польщі, представниця партії «Громадянська платформа».
Трагічно загинула в авіакатастрофі під Смоленськом 10 квітня 2010.